# LTE Advanced Pro

Логотип LTE Advanced Pro

LTE Advanced Pro (LTE-A Pro, также известен как 4.5G, 4.5G Pro, 4.9G, Pre-5G, 5G Project) — стандарт беспроводной высокоскоростной передачи данных для мобильных телефонов и других терминалов, работающих с данными. Он был разработан 3GPP и определён в сериях документов Release 13 и Release 14. Стандарт являет собой эволюцию LTE Advanced (LTE-A) и поддерживает передачу данных на скоростях до 3 Гбит/с. Стандарт позволяет использовать для передачи данных лицензированный и нелицензированный спектр LTE. Кроме того, он включает в себя несколько новых технологий, связанных с 5G, таких как 256-QAM, Massive MIMO, LTE-Unlicensed и LTE IoT, что позволяет существующим LTE-A Pro сетям в дальнейшем поддерживать 5G.